# Paula Bzura
Paula Bzura (* 4. September 1990 in Białystok) ist eine ehemalige polnische Shorttrackerin.

## Werdegang
Ihr Debüt bei einer internationalen Meisterschaft gab sie bei der Juniorenweltmeisterschaft 2007 in Mladá Boleslav, wo sie über 1500 m als bestes Ergebnis das Viertelfinale erreichen konnte. Wenig später startete sie in Mailand auch erstmals im Erwachsenenbereich bei einer Weltmeisterschaft, konnte dort die Vorläufe jedoch nicht überstehen. In den beiden folgenden Wintern startete Bzura überwiegend bei unterklassigen Wettbewerben, nahm aber an der Juniorenweltmeisterschaft 2009 teil, wo sie erstmals in ein Halbfinale einziehen konnte. Ihren Durchbruch erlebte sie schließlich in der Saison 2009/10. In Seoul debütierte sie im Weltcup und erreichte bei insgesamt drei Weltcupteilnahmen zweimal  das Viertelfinale über 1500 m. Bei der Europameisterschaft in Dresden lief sie ihre bislang besten Titelkämpfe. Über 1500 m und 3000 m verpasste sie als Vierte eine Medaille jeweils knapp, im Mehrkampf belegte sie Rang acht. In Sofia erreichte sie zudem bei der Weltmeisterschaft über 1500 m erstmals ein WM-Halbfinale. Bzura qualifizierte sich für die Olympischen Spiele in Vancouver. Dort erreichte sie über 1000 m das Viertelfinale, über 1500 m wurde sie im Vorlauf disqualifiziert. In der Saison 2010/11 konnte sich Bzura im Weltcup weiter steigern. In insgesamt fünf Rennen über 1500 m erreichte sie das Halbfinale. Auch bei der Europameisterschaft in Heerenveen schaffte sie über 1500 m den Einzug ins Halbfinale. In Warschau startete sie im Team bei der Heimweltmeisterschaft und belegte dort den achten und letzten Platz.
Bei den Shorttrack-Europameisterschaften 2013 in Malmö gewann sie die Bronzemedaille mit der Staffel über 3000 m.

## Persönliche Bestzeiten
- 500 m      44,930 s (aufgestellt am 23. Januar 2010 in Dresden)
- 1000 m    1:31,312 min. (aufgestellt am 15. November 2013 in  Kolomna)
- 1500 m    2:23,818 min. (aufgestellt am 19. März 2010 in Sofia)
- 3000 m    5:08,838 min. (aufgestellt am 20. Oktober 2013 in Bormio)